# Fabienne Audéoud
Pour les articles homonymes, voir Audéoud.
Fabienne Audéoud, née en 1968 à Besançon, est une artiste plasticienne et musicienne française.

## Biographie
En 1991, Fabienne Audéoud est inscrite à l’École supérieure de commerce de Paris. En 1993 et 1994, elle étudie la composition auprès de Simon Bainbridge à la Guildhall School of Music and Drama à Londres. Puis de 1996 à 1998, elle étudie les arts plastiques à la Goldsmiths University à Londres. Elle travaille sur des performances vocales a cappella et collabore avec des musiciens d'improvisation. 
Elle vit une dizaine d'années à Londres. Depuis 2000, Fabienne Audéoud collabore avec l'artiste anglais John Russell, membre fondateur du groupe BANK. Elle présente notamment en 2019, dans une exposition collective à la Villa d'Arson à Nice intitulée Tainted Love Club Edit, une série de posters réalisés avec lui. 
Elle développe une pratique artistique pluridisciplinaire intégrant la musique, la peinture, la performance, l’écriture, la vidéo et la danse. 
En 2012, elle participe au Salon de Montrouge.

## Albums
- Read my lips, Believe / Colonial Groove,  2009
- Sont-ils?, musique du documentaire, Believe / Colonial Groove, 2011
- Playing the Piano, 5 CDs, Believe / Colonial Groove, 2011
- F.CK me, Believe / Colonial Groove, 2011
- Les suffragettes, bande originale du film, Believe / Colonial Groove, 2012
- Praying for north korea in cork, Believe, 2014

## Expositions
- Pourquoi les femmes aiment-elles l’enfer ?, hétérospective avec John Russell, Le Confort Moderne, Poitiers, 2005[7]
- Vous qui entrez ici, abandonnez tout espoir, avec Renaud Bézy, La Générale, Sèvres, 2009
- Oysters and Goats, Komplot, Bruxelles, 2011
- Black Mariah, Cork, 2014
- No To Crucifixions, Karst, Plymouth, 2014
- Le Bien, La Salle de bains, Lyon, 2016[8]
- Musée Sainte-Croix, Poitiers, 2017[9]
- Le magasin de pulls. Un opéra de genre, Komplot, Bruxelles, 4 rue Pierre Semard, Sète, Arto-o-Rama, Marseille, 2021